# Konstytucja Szwecji
Konstytucja Szwecji – konstytucja obowiązująca na terytorium Szwecji i będąca podstawą szwedzkiego prawa. Nie jest jednolitym aktem prawnym, a w jej skład wchodzą oddzielne dokumenty:
- „Akt o formie Rządu” (Regeringsformen) z 1974;
- „Akt o sukcesji” (Successionsordningen) z 1810;
- „Ustawa o wolności druku” (Tryckfrihetsförordningen) z 1949 (oparta na Tryckfrihetsförordningen z 1766);
- „Akt o wolności wypowiedzi” (Yttrandefrihetsgrundlagen) z 1991.

Oprócz ustaw zasadniczych, istnieje jeszcze „Akt o Riksdagu”, który ma niższą rangę, zajmuje pozycję pośrednią między ustawą zasadniczą a zwykłymi ustawami.